# Assia (cântăreață)
Assia (născută Assia Maouene la 1 noiembrie 1973, în Alger) este o cântăreață franceză de origine algeriană.

## Discografie

### Albume
| An   | Titlu            | Poziții în topuri | Poziții în topuri | Poziții în topuri | Certificări (FR) |
| An   | Titlu            | FR                | BEL (WA)          | SWI               | Certificări (FR) |
| ---- | ---------------- | ----------------- | ----------------- | ----------------- | ---------------- |
| 2000 | Chercheuse d'or  | 47                | —                 | —                 | Aur              |
| 2005 | Encore et Encore | 80                | —                 | —                 | —                |

### Single-uri
| An   | Titlu                        | Poziții în topuri | Poziții în topuri | Poziții în topuri | Certificări (FR) |
| An   | Titlu                        | FR                | BEL (WA)          | SWI               | Certificări (FR) |
| ---- | ---------------------------- | ----------------- | ----------------- | ----------------- | ---------------- |
| 1999 | "Mauvais garçon" 1           | 50                | —                 | —                 | —                |
| 2000 | "Elle est à toi"             | 3                 | 2                 | —                 | Platină          |
| 2001 | "Là-bas"                     | 13                | 21                | —                 | Argint           |
| 2001 | "Ghir dini"                  | 63                | —                 | —                 | —                |
| 2001 | "Quelques Mots en ton nom" 2 | 35                | —                 | —                 | —                |
| 2002 | "5,9,1" 3                    | 15                | 39                | —                 | —                |
| 2003 | "Street Life" 4              | 41                | —                 | —                 | —                |
| 2003 | "Si c'était à refaire"       | 50                | —                 | 66                | —                |

1 Duet cu Doc Gyneco

2 Duet cu Julien Clerc

3 Duet cu Rohff

4 Duet cu Beenie Man